# Saint-Carreuc

Saint-Carreuc este o comună în departamentul  Côtes-d'Armor, Franța. În 1 ianuarie 2022 avea o populație de 1.554 de locuitori.